# Grafmonument van Cornelis van Doorn
Het Grafmonument van Cornelis van Doorn is een monument ter ere van civiel ingenieur Cornelis van Doorn in Amsterdam-Oost.

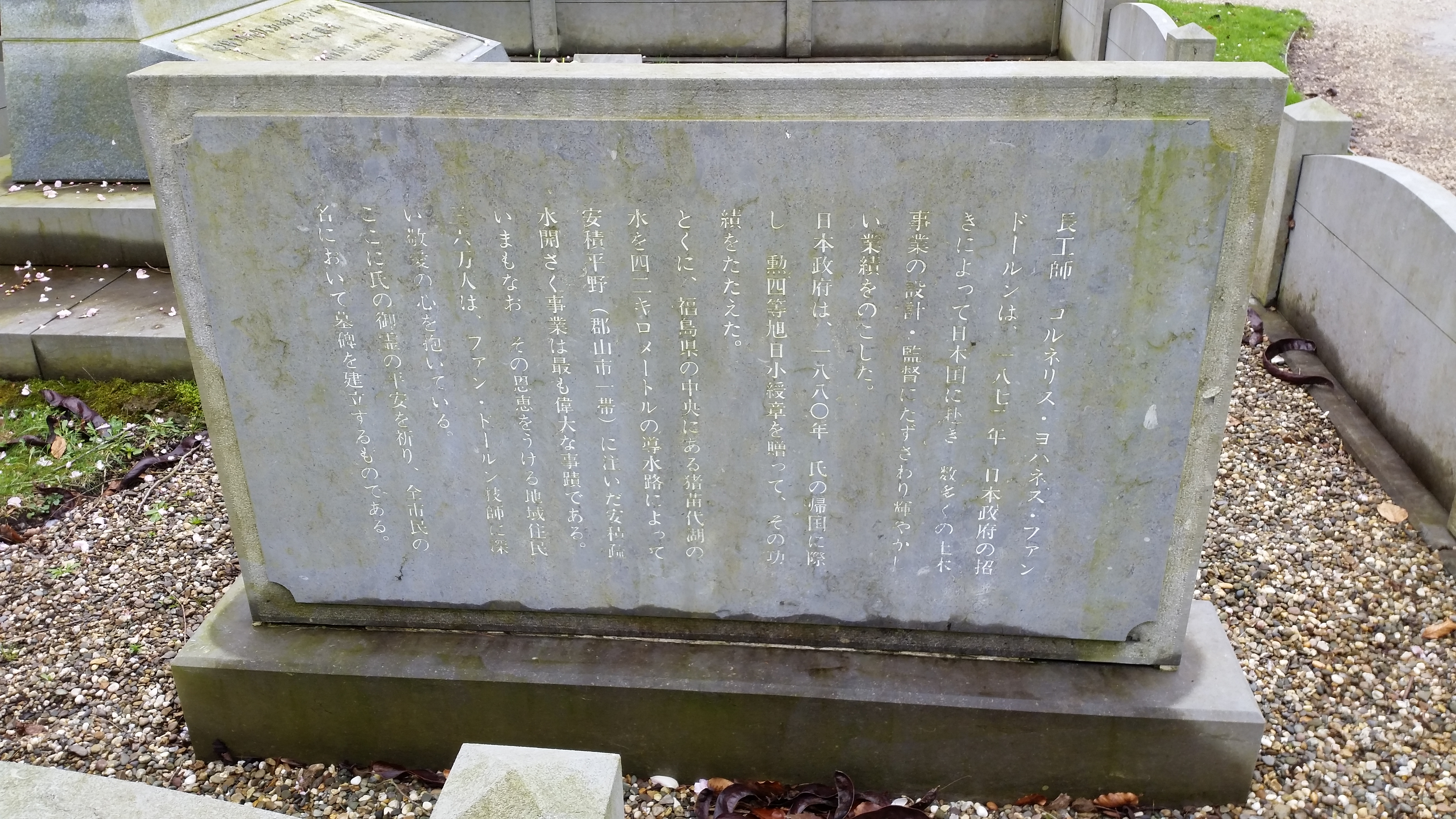
Een van de plaquettes op de zuil (februari 2020)

Deze ingenieur, voornamelijk bekend in Japan, werd in 1906 begraven op De Nieuwe Ooster (dan nog Nieuwe Oosterbegraafplaats). Zijn graf raakte in de loop der jaren in verval en er waren plannen het graf te laten ruimen. Na de Tweede Wereldoorlog kwam er een hernieuwde belangstelling voor deze ingenieur vanuit Japan en met name de streek rondom Koriyama, waarvoor Van Doorn een waternetwerk had ontworpen. Die schakelde de Japanse ambassade in om het graf van Van Doorn terug te vinden. Ongeveer gelijktijdig was een Japanse filmcrew bezig met een film over zijn leven met bijvoorbeeld opnamen in zijn geboortedorp Hall. In Koriyama brachten burgers geld bijeen om het graf op te knappen en te voorzien van een monument. In juni 1979 arriveerde de burgemeester Takashi Takahashi in Amsterdam en bracht een brok van 3000 à 4000 kilogram graniet met zich mee. Het grafmonument in de vorm van vulkaangroep Bandai nabij Koriyama werd in juni 1979 onthuld in bijzijn van genoemde burgemeester, de Japanse ambassadeur, wethouder en locoburgemeester van Amsterdam Gerrit Jan Wolffensperger en de burgemeester van Brummen (waar Hall onder valt) Gerda van den Bosch-Brethouwer. Er waren ook een veertigtal burgers uit Koriyama aanwezig.
In het monument is een urn geplaatst met de as van Van Doorn. Hij werd in eerste instantie begraven, maar voor de gelegenheid alsnog gecremeerd. Het graf is omheind door boogvormige platen, een weergave van de bruggen die Van Doorn liet bouwen. Het ingesloten groen zou het Inawashio-meer weergeven. Op de omheining is een plaquette aangebracht en ook binnen de omheining staat een zuil met twee plaquettes. Achter een haag staat een sierkers van de kruising Prunus ×yedoensis.
Direct rechts van dit monument, aan de overzijde van een wandelpad, staat het Grafmonument van Ookawa Kitaroo, ter ere van de eerste Japanner die in Nederland zou zijn overleden. 